# Бранцівка
Бра́нцівка — село в Україні, у Краснопільській селищній громаді Сумського району Сумської області. Населення становить 696 осіб. До 2020 орган місцевого самоврядування — Бранцівська сільська рада.

## Географія
Село розташоване за 25 км на південь від адміністративного центру громади й залізничної станції Краснопілля. Розташоване на березі річки Дернова, вище за течією на відстані 2.5 км розташоване село Лозове, нижче за течією на відстані 2.5 км розташоване село Поляне.
Село простягається уздовж річки на 6 км. По селу течуть струмки, що пересихають із загатами.
Поруч пролягає автомобільний шлях Т 1901.

## Історія
Бранцівка заснована в середині XVII століття.
За даними на 1864 рік у казеній слободі, центрі Жигайлівської волості Харківської губернії, мешкало 860 осіб (406 чоловічої статі та 454 — жіночої), налічувалось 161 дворове господарство, існувала православна церква.
Станом на 1914 рік кількість мешканців села зросла до 2468 осіб.
Під час організованого радянською владою Голодомору 1932—1933 років померло щонайменше 243 жителі села.
12 червня 2020 року, відповідно до розпорядження Кабінету Міністрів України № 723-р «Про визначення адміністративних центрів та затвердження територій територіальних громад Сумської області», село увійшло до складу Краснопільської селищної громади.
19 липня 2020 року, в результаті адміністративно-територіальної реформи та ліквідації Краснопільського району, увійшло до складу новоутвореного Сумського району.

## Населення
Згідно з переписом УРСР 1989 року чисельність наявного населення села становила 863 особи, з яких 386 чоловіків та 477 жінок.
За переписом населення України 2001 року в селі мешкало 688 осіб.

### Мова
Розподіл населення за рідною мовою за даними перепису 2001 року:
| Мова       | Відсоток |
| ---------- | -------- |
| українська | 97,99 %  |
| російська  | 1,72 %   |
| білоруська | 0,14 %   |